# Black Stone Cherry
Black Stone Cherry är en amerikansk musikgrupp från Edmonton, Kentucky, USA. 
I juni 2001 bildades Black Stone Cherry officiellt, med gitarristen Ben Wells och basisten Jon Lawhon. Gruppen började spela på klubbar i området. Bandet spelade in sitt första album för Roadrunner Records, och det självbetitlade debutalbumet släpptes i juli 2006, följt av Folklore and Superstition 2008. 2011 kom Between the Devil & the Deep Blue Sea som bland annat innehåller hitlåten "White Trash Millionare".

## Medlemmar
- Chris Robertson – sång, sologitarr, rytmgitarr, slidegitarr  (2001– )
- Ben Wells – rytmgitarr, bakgrundssång  (2001– )
- Jon Fred Young – trummor, slagverk, piano, bakgrundssång  (2001– )
- Steve Jewell– basgitarr, bakgrundssång  (2021– )

## Tidigare Medlemmar
Jon Lawhon – basgitarr, bakgrundssång  (2001–2021)

## Diskografi
Studioalbum
- 2003 – Rock N' Roll Tape
- 2006 – Black Stone Cherry
- 2008 – Folklore And Superstition
- 2011 – Between The Devil & The Deep Blue Sea
- 2014 – Magic Mountain
- 2016 – Kentucky
- 2018 – Family tree
- 2020 – The Human Condition

Livealbum
- 2007 – Live At The Astoria, London 31.10.07

EP
- 2006 – Hell & High Water EP
- 2007 – Rain Wizard EP
- 2008 – The Kerrang! Radio Sessions EP (Acoustic)
- 2017 – Black to Blues
- 2019 – Black to Blues, Vol. 2

Singlar (på Billboard Hot Mainstream Rock Tracks)
- 2006 – "Lonely Train" (US Main. #14)
- 2006 – "Hell & High Water" (# 30)
- 2007 – "Rain Wizard" (# 29)
- 2008 – "Blind Man" (# 19)
- 2008 – "Please Come In" (# 24)
- 2011 – "White Trash Millionaire" (# 11)
- 2011 – "Blame It on the Boom Boom" (# 24)
- 2011 – "In My Blood" (# 10)
- 2012 – "Like I Roll" (# 22)
- 2014 – "Me and Mary Jane" (# 16)

Samlingsalbum
- 2008 – Annual Assault
- 2008 – Between a Rock and a Hard Place
- 2010 – Hard Rock Christmas
- 2014 – Hits, Rarities And Live